# معابر (مجلة)
مجلة معابر هي مجلة إلكترونية ثقافية عربية شهرية تصدر عن دار معابر للنشر بدمشق (سوريا). وتُعنى بالثقافة والترجمة. بدأت المجلة تنشر موضوعاتها المختلفة في الربع الأخير من العام 2000. وجاء عن سبب إنشاء مجلة ودار معابر هو أنَّ معابر وليدة حاجة قديمة، عميقة لدى فريقها الحالي، إلى التواصل مع «الآخر»، المختلف بالضرورة، ومشاركته خلاصة تأملاتهم وتبصّراتهم ورؤاهم وفهمهم المتواضع للحياة بأبعادها كافة: السياسية (بالمعنى الأرسطي النبيل) والاجتماعية والثقافية والروحية إلخ، بدون أي ادعاء بامتلاك الحقيقة، ولا حتى على الصعيد النسبي، وبالتالي بدون أية رغبة في الإقناع من أي نوع.
تم تأسيس مجلة معابر في عام 2000 من قبل أكرم أنطاكي (غادر عالمنا هذا بتاريخ 20 نيسان 2013) وديمتري أفييرينوس ومجموعة من الأصدقاء. وتتألف أسرة تحرير معابرحاليًا من: دارين أحمد (شاعرة، سوريا)، محمد عبد الجليل (مترجم لغة فرنسية وكاتب، سوريا)، معين رومية (سوريا)، موسى د. الخوري (سوريا)، نورا أنطاكي، حميدة التعمري (مدرسة لغة إنكليزية - سوريا)، هفال يوسف (كاتب ومترجم لغة روسية، سوريا). وهم جميعاً ليسوا من «محترفي» الفكر، وعملهم في تحرير المجلة طوعي مبدئياً.
للمجلة هيئة استشارية مؤلفة من الأساتذة: ندرة اليازجي (سوريا)، بَسَراب نيكولسكو (فرنسا)، أدونيس (فرنسا)، هنريك سكوليموفسكي (بولونيا)، فراس السواح (سوريا)، مصطفى المرابط (المغرب). تحال إليهم بعض مواد المجلة المتعلقة، بحسب ما تقدِّر هيئة التحرير، بـ«اختصاصهم» الفكري، من أجل إبداء الرأي في صلاحية هذه المادة أو تلك للنشر، إنْ من حيث المستوى، أو من حيث الانسجام مع التوجُّه العام للمجلة.
تسعى معابر إلى مواكبة الثقافة الصاعدة، الإنسانية في جوهرها، بأن تجعل نفسها «معابر» بين مختلف مناهج المعرفة الإنسانية وبين مختلف المقتربات إلى الحقيقة (في بعديها النسبي والمطلق)، إسهاماً من القائمين عليها والمشاركين فيها (الذين، بالمناسبة، لا يعبِّرون إلا عن خبراتهم وآرائهم الخاصة ويتحمَّلون مسؤوليَّتها) في فتح آفاق جديدة لوعي المثقف العربي، لعله يبدأ بالتغلب على عطالته النفسية والفكرية، أسوة برفاق له عديدين في كل مكان من العالم، فيدخل الألفية الثالثة بمعرفة (وجودية) أرسخ، وثقة أكبر، ويدلي بدلوه في تيار الوعي الجديد المنبثق من ظلمة عالم قديم بدأ بالأفول.

## أبواب المجلة
وتتكون معابر من عدة أبواب ثقافية وعلمية...إلخ مختلفة، وهي:
- منقولات روحية: مخصص لأبحاث تتناول التراث الروحي للإنسانية، بحثاً ونقداً وترجمةً لنصوص منقولة، من منطلق الوحدة الجوهرية المستعلية transcendent للخبرات الروحية الإنسانية، التي يصطلَح على تسميتها بـ«الحكمة». والمقصود بـ«الحكمة» ذلك الموروث الروحي الإنساني المشترك الموغل في القدم الذي وصلنا بالنقل والخبرة بواسطة الوجه الباطن للأديان والفلسفات القديمة ويعود بإسناده إلى الخبرات الروحية الكبرى التي حققها الجنس البشري عبر مسيرته المضنية في بحثه عن حقيقة وجوده والتي تجسدت في حياة وتعاليم حكماء وعارفين من كل الشعوب والأزمنة.
- أسطورة: تُنشر فيه دراسات تغوص في المعاني الباطنة للأساطير، النفسانية والأخلاقية والروحية، باعتبارها مستودعاً للخبرات الروحية للأقدمين (انظر: فراس السوَّاح، «الأسطورة: التعريف والوظيفة»، الإصدار 3)، دعوةً للقارئ إلى اكتشاف أسطورته الشخصية، على غرار كارل يونغ الذي يحكي في سيرته الذاتية «حياتي»: ذكريات وأحلام وتأملات عن اليوم الذي أدرك فيه فجأة «ماذا يعني أن يحيا المرء مع أسطورة، وماذا يعني أن يحيا بدون أسطورة»، ويقول متابعاً: «أخذت على عاتقي أن أتعرَّف إلى» أسطورتي«واعتبرت هذا مهمة المهمات.»
- قيم خالدة: مخصص لدراسات تتناول الأخلاق الإنسانية الشاملة («الحكمة الخالدة»، على حدِّ اصطلاح مسكويه) في أبعادها الميتافيزيائية، والفلسفية، والجمالية، والنفسانية، والحضارية، والسياسية (بالمعنى الأرسطي، لا البراغماتي)، ولكيفية «تطبيق» المبادئ الأزلية في عالم الزمن، اعتناقاً من هيئة تحرير المجلة، على خطى ميخائيل نعيمه، لمبدأ: «ما لم تصلوا القمة بالقاع ابتليتم بالدوار في الأعالي وفي الأعماق بالعمى.» (كتاب مرداد)
- إضاءات: باب مخصص للمقالات واللقاءات التي تلقي ضوءاً كلانياً على ظواهر سائدة في عالم اليوم، بما يختلف عن المعالجة «الإعلامية» المنتشرة أفقياً لهذه القضايا.
- إبستمولوجيا: تُنشَر فيه أبحاث ودراسات في نظرية المعرفة من منظور كلاني holistic، منظومي systemic، وعبرمناهجي transdisciplinary. هذه المنظور المعرفي الشمولي لا يستبعد أي منهاج معرفي، ولا يتناقض معه (اللهم إلا ما فيه اختزال للإنسان أو للواقع إلى مجرد تعريفات وإلى تقليصهما في بنى شكلانية معقِّمة)؛ فهو يقرُّ بوجود مستويات مختلفة للواقع، تحكمها أنماط مختلفة من المنطق. كذلك لا يتناقض المنظور العبرمناهجي مع المقاربة المناهجية disciplinary، بل يتكامل؛ إذ إن العبرمناهجية تولِّد من المواجهة بين المناهج المختلفة والمتلاقية معطيات جديدة، تُمَفْصِلها فيما بينها، فتقدم لنا رؤية جديدة للطبيعة وللواقع. من هنا فإن العبرمناهجية لا تسعى إلى السيادة على المناهج الراهنة للمعرفة، بل إلى انفتاح المناهج كافة على ما يجتازها ويتخطاها جميعاً. الرؤية العبرمناهجية، إذن، رؤية مفتوحة من حيث إنها تتخطى مجال العلوم البحتة، إذ تجعلها تتحاور وتتصالح، ليس مع العلوم الإنسانية وحسب، بل ومع الفن والأدب والتراث الروحي أيضاً.
- طبابة بديلة: باب يعرض لمدارس ما يعرف بالإنكليزية بـ«الطب الموازي»parallel medicine وبالفرنسية بـ«الطب اللطيف» médecine douce، وللمنظور الذي تعتمده هذه المدارس، على اختلافها، وسيلةً للشفاء. إن المتتبِّع للمسيرة الطبية يستطيع اليوم أن يميز بين فلسفتين أساسيتين للطب: الأولى فلسفة المذهب المادي الآلي التجزيئي التجريبي (الأنموذج الديكارتي–النيوتوني)، والثانية فلسفة المذهب الكلاني الحيوي والديناميُّ التي تنظر إلى الإنسان بوصفه كياناً واحداً متكاملاً، إذا اعترى عضو من أعضائه المرض، تداعت له سائر الأعضاء بالسهر والحمى. وكما أن ظهور الفيزياء الحديثة – أي الميكانيكا الكوانتية – ونظرية النسبية لم يلغِ الفيزياء الكلاسية النيوتونية، وإنما حدد مواضع تطبيقها ومواضع القصور فيها، كذلك فإن عودة الطب لتبني النظرة الكلانية لا تلغي ما بلغته المسيرة الطبية من تطور وتقدم في العقود الماضية، وإنما تعيد للطب أصالته وحكمته ورسالته الإنسانية (انظر: نبيل محسن، «الطب التجريبي والطب الكلِّي»، الإصدار 1).
- إيكولوجيا عميقة: باب يركِّز على علم البيئة من منظور يخترق المركزية البشرية إلى «لامركزية» طبيعية (انظر: فريتيوف كابرا، «الإيكولوجيا العميقة»، الإصدار 2)، باعترافه، ليس بالبيئة الخارجية الظاهرة وحسب، بل وبالبيئتين الاجتماعية والذاتية الداخلية (انظر: ألكزاندر كنغ، «بيئات الإنسان الثلاث»، الإصدار 1)، فيحوِّل الإيكولوجيا «الضحلة» السائدة والممارَسة حالياً إلى فلسفة شاملة، حيَّة روحياً، ملتزمة اجتماعياً ومجاهرة بالمسؤولية الفردية، حيوية التوجُّه، متفطِّنة إلى صحة الأفراد والشعوب، واعية سياسياً، مركِّزة على اقتصاد نوعية الحياة، وساعية إلى الرشاد والحكمة (انظر: المقابلة مع هنريك سكوليموفسكي، «العقل الإيكولوجي والتفكير الإجلالي»، الإصدار 3).
- علم نفس الأعماق: لقد كان لآراء ديكارت في الفصل بين العقل والعالم أثر حاسم على العلوم، ولاسيما على علم النفس والطب النفسي؛ فظل الاتجاه السائد في علم النفس، وقد استمد طريقته من الفيزياء النيوتونية، مرسِياً قواعده على المنهج التجاربي empiricism الذي يتنكَّر لكل معرفة غير متحصَّل عليها عن طريق التجربة. فقد قام علم النفس القديم، ممثَّلاً بالمدرسة السلوكية، على اعتماد تجاربية صارمة تفترض وجود راصد معزول وأداة رصد محايدة غير متفاعلة مع الظاهرة المراقَبة، نجم عنها إرجاع الإنسان ككل إلى بنية زمكانية، «موضوعية» هي الأخرى، تنتظمها سببية حتمية لا سبيل إلى الإفلات منها، فنظر بالتالي إلى البنى الحية نظرته إلى آلات تستجيب للمنبهات الخارجية؛ بينما كان من نتائج النظرية التحليلية الفرويدية اختزال المنظومة النفسية إلى كتل بناء من تصوُّر فرويد، وإرجاع الباثولوجيا النفسية إلى أسباب في غاية المحدودية، واعتبار المحلِّل منفصلاً عن المحلَّل، شأنه شأن الراصد الفيزيائي للظاهرة المرصودة. بيد أن طبيعة النفس العصيَّة على التحديد، وعجز النموذج الاتِّباعي عن تفسير العديد من الخبرات الإنسانية العميقة وحشره إياها في زمرة الاضطرابات الفصامانية schizoid، ما كانت لتسمح لعلماء النفس بالاستمرار في هذا المنحى. فبدأت صيحات الاحتجاج تعلو، يطلقها علماء نفس ممَّن أبوا على الإنسان أن يكون مرتَهناً لسلوك خارجي لائق، ليس في الأعم الأغلب إلا محاكاة لنمطية اجتماعية تسلبه كل أصالة وإبداع وتبتليه بالعصاب؛ وبدأ علماء نفس الأعماق depth psychologists والعبرشخصيون transpersonal يستلهمون التراث الروحي للإنسانية، من حيث إنه قد سبر منذ القديم عالَم النفس وعرف مداخله ومخارجه وقدم تصوراً محكماً عن طبيعة الوعي الإنساني ومنزلة الإنسان من الطبيعة والكون. هذا الباب من المجلة منبر للتعريف بمدارس علم النفس هذه، من علم النفس اليونغي، وعلم النفس العبرشخصي، وعلم نفس العلائقي، وسواها.
- اللاعنف والمقاومة: ليست الدعوة إلى اللاعنف خطاً جديداً طارئاً على معابر، بدأ مع الإصدار السابع وباب «اللاعنف والمقاومة»، بل خط التزمتْ به المجلة منذ البداية، حرصاً من أسرة التحرير على نشر نصوص (كلاسية وظرفية) تعرِّف بالمقاومة اللاعنفية، روحيَّتِها وأساليبِها، عموماً، مع تقصِّي إمكانية تطبيقها في حالة الاحتلال الإسرائيلي لفلسطين، خصوصاً، بعد أن تبين فشل الوسائل العسكرية والسياسية في إيجاد مخرج من أي نوع. وما إيجاد هذا الباب الجديد، في ظلِّ الأجواء المأساوية السائدة في الأراضي المحتلة، غير قرار من أسرة التحرير بتسجيل موقف قاطع، ينأى عن مجاراة الخطاب الإعلامي السائد الذي يزيد الناس إما هياجاً وإما كرهاً وإما يأساً، وفي كل الأحوال، يعميهم عن فهم ما يجري، ويحول بينهم وبين فتح أفق للمستقبل. في الحالات اللامخرجية impasse، هناك دائماً خيار ثالث خفي، قلَّ من ينتبه إليه، يجمع بين الخيارين الظاهرين ويتجاوزهما في الوقت نفسه، إنما على مستوى واقع أعلى (التعبير لبَسَراب نيكولسكو). اللاعنف ليس مجرَّد عدم استعمال العنف افتقاراً إلى سلاح أو عجزاً عن قتال. اللاعنف هو الحدُّ الثالث الذي يجمع بين شجاعة القوي وحكمة العاقل، ويرتقي بهما إلى صعيد الروح. هو سلاح الضعيف مادياً، لكن القوي بروحه، بعقله، وبشعوره العميق الموصول بأن حياته تعدم المعنى ما لم يرتفع الجور عمَّن يحمِّل نفسَه مسؤوليتهم. مرماه هو الإنسان الغافي في قلب الخصم، أو على الأقل ضمير الجمهور الذي يحيط به؛ إذ من شأن جرِّ فضيحة الظلم إلى وضح النهار أن يوقظ القلوب، ويفتح الأبصار، ويباغت الباغي ويزري به. واللاعنف يكسر سلسلة العنف ببيانه للمعتدي أنه على باطل وبفرضه عليه نوعاً من التحول الداخلي يكون فيه شفاؤه. ما زال اللاعنف، بكل أسف، يلتبس على أذهان غالبية الناس بالسلبية وبالخنوع، لكنه في الواقع شيء آخر تماماً: فالفعل اللاعنفي كثيراً ما يكون بطولياً، وهو يتطلب قدرة هائلة على ضبط النفس. إنه يوجِّه للخصم ضربات موجِعة، لكنها معنوية وليست مادية؛ وهو سلاح ماضٍ، لكنه السلاح الإنساني بامتياز لأنه يرتقي بإنسانية مستعمليه ومكابديه على حدٍّ سواء. كذلك يجب ألا يلتبس بالابتزاز النفسي، حيلة ضعاف النفوس، ولا بالمداهنة غير الموجِعة التي تُقنَّع بها الحقيقة، و«تُغسَل الأدمغة»، وتُفرَض الإيديولوجيات. واللاعنف – وفي هذا شرفه – لا يُفلِح إلا في سبيل القضايا العادلة. فهو عندما يرمي إلى منفعة أنانية، وليس إلى التحول الحقيقي للخصم، سرعان ما ينحطُّ من صعيد الروح إلى صعيد السياسة (بالمعنى المبتذل). اللاعنف، إذن، لا يمكن أن يكون سلبياً حيال أي حدث، وحيال الظلم بصفة خاصة. وهو سلاح ينبغي ألا يُستعمَل لمجرد المقاومة أو دفعاً للحرب؛ بل يجب، على العكس، أن يدخل في نسيج كيان المناضل، فيثوِّر كل جانب من جوانب حياته – الفردي، الأسري، الاجتماعي، السياسي، والاقتصادي. على الفرد المناضل أن يبدأ بممارسة اللاعنف في حياته اليومية، فيقوم تدريجياً باجتثاث جذور الأنانية والخوف من نفسه، وينمِّي حسَّه بالمسؤولية الأخلاقية، ليس عن نفسه ومجتمعه المباشر وحسب، بل وعن الإنسانية جمعاء. إن المؤمن بـ«قوة الحقيقة» (ساتياغراها بالمصطلح الغاندي) ينطلق من مبدأ أنه غير منفصل عن خصمه، وأن مقاومة هذا الخصم، تالياً، وردعه عن الإمعان في غِيِّه ليس عن كراهية، بل عن شوق لافح إلى إيقاظ الإنسان الغافي فيه – حتى إذا تطلَّب هذا بذل النفس.
- أدب: باب مخصص للإبداعات الأدبية المختلفة، من قصة، وشعر، وتأمل، ونقد، إلخ، مما يندرج، بدرجة تزيد أو تنقص، في المنظور الإنساني الذي تتبناه المجلة وينسجم مع روحيَّتها.
- فن: يقدم هذا الباب، بالإضافة إلى دراسات في فلسفة الفن، لوحات أو منحوتات أو أعمال فنية لفنانين محليين أو عالميين، قدماء أو معاصرين، يتميز إنتاجهم، بالإضافة إلى العمق الفكري والجمالي، بأصالة اللغة التعبيرية وخصوصيتها، مع نبذة مختصرة عن حياة كل منهم.
- كتب وقراءات: يتضمن الإشارة إلى صدور كتب أو دوريات هامة، تنسجم مع منظور معابر وتصب في أبوابها أو مراجعات نقدية تقويمية لمثل هذه الكتب والدوريات.
- مرصد: تُنشَر فيه نصوص مختلفة الشكل والطول، مستقاة من الصحافة العربية والعالمية أو من مصادر أخرى، دون أي تعليق، حيث تُترَك للقارئ مهمة استخلاص العبرة منها.

## التأسيس
تم تأسيس مجلة معابر في عام 2000 من قبل أكرم أنطاكي (غادر عالمنا هذا بتاريخ 20 نيسان 2013) وديمتري أفييرينوس ومجموعة من الأصدقاء. وتتألف أسرة تحرير معابرحاليًا من: دارين أحمد (شاعرة، سوريا)، محمد عبد الجليل (مترجم لغة فرنسية وكاتب، سوريا)، معين رومية (سوريا)، موسى د. الخوري (سوريا)، نورا أنطاكي، حميدة التعمري (مدرسة لغة إنكليزية - سوريا)، هفال يوسف (كاتب ومترجم لغة روسية، سوريا). وهم جميعاً ليسوا من «محترفي» الفكر، وعملهم في تحرير المجلة طوعي مبدئياً.

## هيئة التحرير
- أكرم أنطاكي
- ديمتري أڤييرينوس
- معين رومية
- موسى د. الخوري
- حميدة التعمري
- دارين أحمد
- هفال يوسف
- علي جازو
- غياث الجازي
- أميمة الخش
- كاجو إيشو
- محمد علي عبد الجليل

## الهيئة الاستشارية
- المفكر ندره اليازجي (سوريا)
- الفيزيائي بَسَراب نيكولسكو [الإنجليزية] (فرنسا)
- الشاعر أدونيس (فرنسا)
- الفيلسوف هنريك سكوليموفسكي [الإنجليزية] (بولونيا)
- الباحث والمفكر فراس السواح (سوريا)
- الباحث مصطفى المرابط (المغرب)

## وصلات خارجية
- الموقع الرسمي للمجلة
- الموقع الرسمي